# Sébastien Chavanel
Sébastien Chavanel (* 21. März 1981 in Châtellerault) ist ein ehemaliger französischer Radrennfahrer. Er ist ein jüngerer Bruder des Radprofis Sylvain Chavanel.

## Sportliche Karriere
Sébastien Chavanel wurde 2003 Radprofi bei Brioches La Boulangère. Ab 2007 fuhr er vier Jahre lang für das Team Française des Jeux, anschließend drei Jahre für Team Europcar, um anschließend 2014 zu Française des Jeux zurückzukehren. Bis 2016 startete er bei siebenmal bei Grand Tours, konnte sich aber nicht auszeichnen; 2015 war er der Träger der Lanterne Rouge bei der Tour de France, belegte also den letzten Platz. Sein größter Erfolg war 2008 sein Sieg bei der Tour de Picardie. Ende der Saison 2016 beendete er seine Radsportlaufbahn.

## Erfolge
2002
- zwei Etappen Tour du Loir-et-Cher
- La Côte Picarde

2003
- zwei Etappen Tour de l’Avenir

2004
- eine Etappe Tour de la Région Wallonne
- drei Etappen Tour de l’Avenir

2006
- eine Etappe Grand Prix Internacional Costa Azul

2007
- eine Etappe Étoile de Bessèges
- Grand Prix de Denain
- eine Etappe Tour de Picardie
- eine Etappe Tour du Poitou-Charentes

2008
- Gesamtwertung und eine Etappe Tour de Picardie

2011
- eine Etappe Circuit de Lorraine

## Grand-Tour-Platzierungen
| Grand Tour            | 2005 | 2006 | 2007 | 2008 | 2009 | 2010 | 2011 | 2012 | 2013 | 2014 | 2015 |
| --------------------- | ---- | ---- | ---- | ---- | ---- | ---- | ---- | ---- | ---- | ---- | ---- |
| Giro d’ItaliaGiro     | –    | DNF  | –    | –    | –    | –    | –    | –    | –    | 150  | –    |
| Tour de FranceTour    | –    | –    | 130  | –    | –    | –    | –    | –    | –    | –    | 160  |
| Vuelta a EspañaVuelta | DNF  | –    | –    | –    | DNF  | 139  | –    | –    | –    | –    | –    |

## Teams
- 2003 Brioches La Boulangère
- 2004 Brioches La Boulangère
- 2005 Bouygues Télécom
- 2006 Bouygues Télécom
- 2007 Française des Jeux
- 2008 Française des Jeux
- 2009 Française des Jeux
- 2010 Française des Jeux
- 2011 Team Europcar
- 2012 Team Europcar
- 2013 Team Europcar
- 2014 FDJ.fr
- 2015 FDJ
- 2016 FDJ